# Amata sintenisi
Amata sintenisi là một loài bướm đêm thuộc phân họ Arctiinae, họ Erebidae.